# Regina (film 1935)
Regina (Regine) è un film del 1935, diretto da Erich Waschneck.

## Produzione
Il film fu prodotto dalla Fanal-Filmproduktion GmbH.

## Distribuzione
Uscì nelle sale tedesche il 7 gennaio 1935 con il titolo originale Regine. In Austria, - distribuito dalla Karl Philipp - gli venne dato il titolo Regine - Der Roman einer grossen Liebe. In Italia, fu distribuito dall'E.N.I.C. in una versione di 2.216 metri con il visto di censura 29038 approvato il 31 ottobre 1935.